# Kédange-sur-Canner
Kédange-sur-Canner – miejscowość i gmina we Francji, w regionie Grand Est, w departamencie Mozela.
Według danych na rok 1990 gminę zamieszkiwało 1078 osób, a gęstość zaludnienia wynosiła 276 osób/km² (wśród 2335 gmin Lotaryngii Kédange-sur-Canner plasuje się na 345. miejscu pod względem liczby ludności, natomiast pod względem powierzchni na miejscu 1102.).